# Przybyszewo (Gozdowo)
Przybyszewo – kolonia wsi Gozdowo w Polsce położona w województwie mazowieckim, w powiecie sierpeckim, siedziba gminy Gozdowo. Dawniej samodzielna wieś.
W latach 1975–1998 miejscowość administracyjnie należała do województwa płockiego.